# Google Translate
Google Translate of Google Vertalen is een gratis online vertaaldienst van Google. Het biedt automatische vertalingen aan tussen een groot aantal volkstalen. De kwaliteit van de vertaling is wisselend, wat eigen is aan een softwarematige vertaling; omdat de betekenis van woorden afhankelijk is van de context waarin ze worden gebruikt.
Door het interactieve karakter van de dienst kan de kwaliteit mettertijd verbeteren, door de verkregen terugkoppeling van gebruikers. De vertalingen tussen veelgebruikte talen zijn correcter en begrijpelijker dan minder gebruikte (oftewel gebruikelijke) talen. Google Translate maakt in tegenstelling tot veel andere grote online computervertaaldiensten geen gebruik van SYSTRAN, maar van eigen vertalingssoftware, gebaseerd op statistische machinevertaling van Franz-Josef Och, die in 2003 een DARPA-wedstrijd voor 'snelvertalen' won en sindsdien aangesteld was als hoofd van de computervertaalafdeling van Google (hij verliet Google in juli 2014). Door deze keuze voor statistische vertaling is de dienst afhankelijk van de beschikbaarheid van vertaalde teksten met dezelfde inhoud van twee talen.
De belangrijkste concurrenten zijn DeepL Translator en Bing Translator.

## Ondersteunde talen
Het aantal beschikbare talen is in de loop der tijd steeds verder uitgebreid. Vanwege de protesten na de Iraanse presidentsverkiezingen van 2009, toen er naar verhouding veel nieuwsberichten en andere informatie uit Iran op het internet verscheen, werd Perzisch eerder uitgebracht dan gepland (als alfaversie).
Per juli 2024 worden de volgende 243 talen ondersteund:
- Abchazisch
- Afaan Oromo
- Acholi
- Afar
- Afrikaans
- Albanees
- Alur
- Amhaars
- Arabisch
- Armeens
- Assamees
- Atjehs
- Avaars
- Awadhi
- Aymara
- Azerbeidzjaans
- Balinees
- Bambara
- Baoulé
- Basjkiers
- Baskisch
- Batak Karo
- Batak Simalungun
- Batak Toba
- Beloetsji
- Bemba
- Bengaals
- Betawi
- Bhojpuri
- Bikol
- Birmaans
- Boerjatisch
- Bosnisch
- Bretons
- Bulgaars
- Catalaans
- Cebuano
- Chichewa (Nyanja)
- Chinees
- Chuukees
- Corsicaans
- Dari
- Deens
- Divehi
- Dinka
- Dioula
- Dogri
- Deens
- Dombe
- Duits
- Dzongkha
- Engels
- Esperanto
- Ests
- Ewe
- Faeröers
- Fijisch
- Fins
- Fon
- Frans
- Fries
- Friulisch
- Fula
- Ga
- Galicisch
- Georgisch
- Grieks
- Guaraní
- Gujarati
- Haïtiaans-Creools
- Hakha Chin
- Hausa
- Hawaïaans
- Hebreeuws
- Hiligaynon
- Hindi
- Hmong
- Hongaars
- Hunsrückisch
- Iban
- Iers
- Igbo
- IJslands
- Ilokano
- Indonesisch
- Italiaans
- Jakoets
- Jamaicaans-Patois
- Japans
- Javaans
- Jiddisch
- Jingpo
- Kalaallisut (Groenlands)
- Kannada
- Kantonees
- Kanuri
- Kapampangan
- Kazachs
- Khasi
- Khmer
- Kiga
- Kikongo (Kongo)
- Kinyarwanda
- Kirgizisch
- Kituba
- Koerdisch (Kurmanci)
- Koerdisch (Sorani)
- Kokborok
- Komi
- Konkani
- Koreaans
- Krim-Tataars
- Krio
- Kroatisch
- Laotiaans
- Latijn
- Letgaals
- Lets
- Ligurisch
- Limburgs
- Litouws
- Lombardisch
- Luganda
- Luo
- Luxemburgs
- Macedonisch
- Madoerees
- Maithili
- Makassaars
- Malagasi
- Malayalam
- Maleis (ook Jawi)
- Maltees
- Mam
- Manx
- Maori
- Marathi
- Marshallees
- Marwari (Rajasthani)
- Mauritaans Creools
- Meiteilon (Manipur)
- Minangkabaus
- Mizo
- Mongools
- N'Ko
- Nahuatl (Oostelijk Huasteca)
- Ndau
- Ndebele (Zuid)
- Nederlands
- Nepalbhasa (Newaars)
- Nepalees
- Noors (Bokmål)
- Nuer
- Occitaans
- Odia (Oriya)
- Oedmoerts
- Oeigoers
- Oekraïens
- Oezbeeks
- Oromo
- Ossetisch
- Pangasinan
- Papiaments
- Pasjtoe (Afghaans)
- Perzisch
- Pools
- Portugees (Brazilië)
- Portugees (Portugal)
- Punjabi (Gurmukhi en Shahmukhi schrift)
- Q'eqchi'
- Quechua
- Roemeens
- Romani
- Rundi (Kirundi)
- Russisch
- Samisch (Noord)
- Samoaans
- Sango
- Sanskriet
- Santali
- Schots Keltisch
- Sepedi (Noord-Sotho)
- Servisch
- Sesotho (Zuid-Sotho)
- Seychellencreools
- Shan
- Shona
- Siciliaans
- Silezisch
- Sindhi
- Sinhala (Singalees)
- Slovaaks
- Sloveens
- Soendanees
- Somalisch
- Spaans
- Susu
- Swahili
- Swati
- Tadzjieks
- Tagalog (Filipijns)
- Tahitiaans
- Tamazicht (Tifinagh en Arabisch schrift)
- Tamil
- Tataars
- Telugu
- Tetun
- Thai
- Tibetaans
- Tigrinya
- Tiv
- Toevaans
- Tok Pisin
- Tongaans
- Tsjechisch
- Tsjetsjeens
- Tsjoevasjisch
- Tsonga
- Tswana
- Tulu
- Tumbuku
- Turkmeens
- Turks
- Twi
- Urdu
- Venda
- Venetiaans
- Vietnamees
- Waray-Waray
- Weide-Mari (Mari El)
- Welsh
- Wit-Russisch (Belarussisch)
- Wolof
- Xhosa
- Yoruba
- Yucateeks Maya
- Zapoteeks
- Zoeloe
- Zweeds